# Petroica roquera
La petroica roquera (Petroica archboldi) és una espècie d'ocell passeriforme de la família dels petròicids. És endèmica de la província indonèsia de Papua, on viu a altituds d'entre 3.850 i 4.150 msnm. El seu hàbitat natural són les zones rocoses situades molt per sobre del límit arbori. Podria estar amenaçada per l'activitat minera i l'escalfament global. Fou anomenada en honor del zoòleg i filantrop estatunidenc Richard Archbold.